# آق‌قلعه (ساوه)
آق قلعه (ساوه)، روستایی از توابع بخش نوبران شهرستان ساوه در استان مرکزی ایران است.

## جمعیت
این روستا در دهستان کوهپایه قرار دارد و براساس سرشماری مرکز آمار ایران در سال ۱۳۸۵، جمعیت آن ۶۹ نفر (۳۰خانوار) بوده‌است.